# Hartford City (Indiana)
Hartford City – miasto w Stanach Zjednoczonych, w stanie Indiana, w hrabstwie Blackford.